# 王剑波
王剑波，北京大学化学学院教授，主要从事过渡金属催化的卡宾转移反应等方面的研究。入选中华人民共和国教育部第七批"长江学者"特聘教授，曾就读于南京理工大学、北海道大学。